# Eliasz Michał Hłasko
Eliasz Michał (Michał Eliasz) Hłasko herbu własnego (zm. w 1757 roku) – strażnik połocki w latach 1726-1757.
Poseł na sejm nadzwyczajny 1750 roku z województwa połockiego.
Żonaty z Salomeą.